# Betta St. John
Betta St. John (* 26. November 1929 in Hawthorne, Kalifornien; † 23. Juni 2023 in Brighton, Vereinigtes Königreich; gebürtig Betty Jean Striegler) war eine US-amerikanische Schauspielerin, Sängerin und Tänzerin. Bekannt wurde sie vor allem durch ihre Rollen in Kinofilmen wie Du und keine andere, Das Gewand, Die schwarze Perle, Schau nicht zurück oder Stadt der Toten.

## Leben
Betta St. John wurde 1929 als Betty Jean Striegler in Hawthorne, Kalifornien, geboren. Ihr Filmdebüt gab sie im Alter von zehn Jahren in George Marshalls Western-Komödie Der große Bluff. Danach spielte sie ein Waisenkind in Robert Stevensons Verfilmung von Charlotte Brontës Klassiker Die Waise von Lowood (1943). Nach dem Krieg sah man sie in einer Vielzahl von verschiedenen Genres: In Abenteuerfilmen, Western, Kriminalfilmen, Komödien, Dramen, Horrorfilmen und auch in Musicals.
In Sidney Sheldons romantischer Komödie Du und keine andere spielte sie 1953 neben Weltstars wie Cary Grant und Deborah Kerr. In Henry Kosters Bibeldrama Das Gewand verkörperte sie die Miriam. In Richard Thorpes Abenteuerfilm Die schwarze Perle stand sie an der Seite von Robert Taylor und Stewart Granger vor der Kamera.
Weibliche Hauptrollen spielte sie 1954 in William Castles Historienfilm Der Empörer neben Ricardo Montalbán, 1955 in Edgar G. Ulmers Drama Santiago – Der Verdammte, die Maria Lopez an der Seite von Arthur Kennedy. 1957 verpflichtete sie Regisseur Philip Leacock für die weibliche Hauptrolle der Joanna in dem romantischen Drama Schau nicht zurück. In Guy Greens Mystery-Thriller sah man sie in dem Part der Jean Edwards – die männliche Hauptrolle hatte Peter van Eyck. Mit John Llewellyn Moxeys Horrorfilm Stadt der Toten mit Dennis Lotis und Christopher Lee beendete sie 1960 ihre Kinokarriere.
Zu ihren Fernsehauftritten zählen von 1955 bis 1965: The Vise, The Count of Monte Cristo, Zu Gast bei Errol Flynn, Douglas Fairbanks, Jr., Presents, ITV Play of the Week, BBC Sunday-Night Theatre, Der Unsichtbare, Armchair Theatre, Die vier Gerechten, International Detective, Rendezvous und The Third Man.
St. John spielte von 1945 bis 1947 eine kleine Rolle im Broadway-Musical Carousel von Rodgers und Hammerstein. Bis 1949 war sie Mitglied der Tourneegesellschaft der Show. Später in diesem Jahr schuf sie die Rolle der Liat im Musical South Pacific zunächst am Broadway und dann in London.
Betta St. Johns Filmkarriere umfasst mehr als 30 internationale Kinofilme und Fernsehserien. Von 1952 bis zu dessen Tod im Jahr 1992 war sie mit dem englischen Schauspieler Peter Grant verheiratet. Das Paar hatte drei Kinder, darunter der TV-Produzent Roger Grant und zwei Töchter. Sie wurde 2019 in die Hawthorne Hall of Fame aufgenommen.
St. John lebte längere Zeit in London. Zuletzt lebte sie in einer Einrichtung für betreutes Wohnen im britischen Brighton, wo sie Ende Juni 2023, im Alter von 93 Jahren, starb.

## Filmografie (Auswahl)
- 1939: Der große Bluff (Destry Rides Again)
- 1941: Ein Frauenherz vergißt nie (Lydia)
- 1943: Die Waise von Lowood (Jane Eyre)
- 1953: Du und keine andere (Dream Wife)
- 1953: Das Gewand (The Robe)
- 1953: Die schwarze Perle (All the Brothers Were Valiant)
- 1954: Blut im Schnee (Dangerous Mission)
- 1954: Der Empörer (The Saracen Blade)
- 1954: Alt Heidelberg (The Student Prince)
- 1954: Verdammt ohne Gnade (The Law vs. Billy the Kid)
- 1955: Santiago – Der Verdammte (The Naked Dawn)
- 1957: Tarzan und die verschollene Safari (Tarzan and the Lost Safari)
- 1957: Schau nicht zurück (High Tide at Noon)
- 1958: Der Schnorchel (The Snorkel)
- 1958: Corridors of Blood
- 1960: Tarzan, der Gewaltige (Tarzan the Magnificent)
- 1960: Stadt der Toten (The City of the Dead)